# 卡爾王地群島
78°45′N 28°30′E / 78.750°N 28.500°E

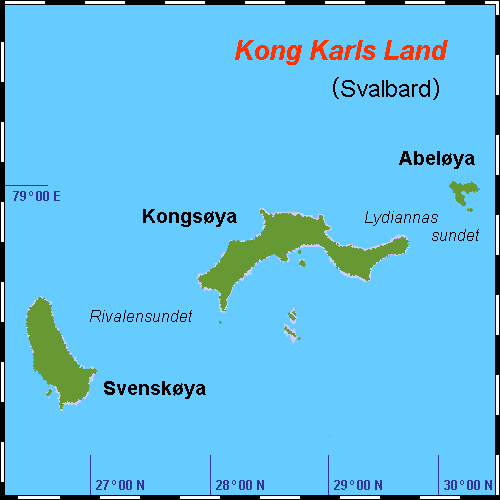

卡爾王地群島是挪威的群島，屬於斯匹茲卑爾根群島的一部分，位於北冰洋海域，由約10個島嶼組成，主島是王島，面積350平方公里，群島上無人居住。

## 外部連結
- Kong Karls Land from www.Svalbard-images.com